# Pteronotus
A Pteronotus az emlősök (Mammalia) osztályának a denevérek (Chiroptera) rendjéhez, ezen belül a kis denevérek (Microchiroptera) alrendjéhez és a szelindekdenevérek (Molossidae) családjához tartozó nem.

## Rendszerezés
A nem három alnemet és hét fajt tartalmaz:
- Chilonycteris Gray, 1839
  - Pteronotus macleayii (Gray, 1839)
  - Pteronotus personatus (Wagner, 1843)
  - Pteronotus quadridens (Gundlach, 1860)
- Subgenus Phyllodia Gray, 1843
  - Pteronotus paraguanensis (Linares & Ojasti, 1974)
  - Pteronotus parnellii (Gray, 1843)
  - †Pteronotus pristinus (Silva-Taboada, 1974)
- Subgenus Pteronotus Gray, 1838
  - Pteronotus davyi (Gray, 1838)
  - Pteronotus gymnonotus (Natterer, 1843)